# Scleroderma michiganense
Sclerodérma michiganénse (лат.) — несъедобный гриб-гастеромицет рода ложнодождевик.

## Названия
Возможный синоним — Scleroderma arenicola Zeller, 1947.
Биноминальное название Scleroderma michiganense Pers. дано в 1970 г. в монографии «Monografia del género Scleroderma Pers. emend. Fr. (Fungi-Basidiomycetes)».
Родовое наименование гриба Scleroderma происходит от греческих слов σκληρός (scleros), твёрдый, жёсткий, и δέρμα (derma), кожа; видовой эпитет michiganense — от латинизированного названия штата Мичиган.

## Описание
Плодовое тело 3—6 см диаметром, шаровидное или грушевидное, иногда уплощённое. Ножка отсутствуют. Основание суженное, складчатое, с короткой псевдоножкой, заканчивается пучком корневидных мицелиальных волокон.
Перидий толстый, 1—2,5 мм толщиной, плотный; беловатый или желтоватый, гладкий или покрытый мелкими сероватыми плоскими чешуйками неправильной формы; при надрезах и повреждениях краснеет.
Глеба сперва плотная, беловатая, затем желтовато-коричневая; с возрастом становится чёрной и распадается на споровый порошок. Запах и вкус невыраженные.
Споры 14—20 мкм диаметром, шаровидные, бурые, с плотными шипами 2—4 мкм высотой и полностью покрытые сетчатым орнаментом.
Цветовые химические реакции: В KOH поверхность красновато-коричневая.

## Экология и распространение
Образует микоризу с лиственными деревьями. Встречается группами или большими группами, на сухих, песчаных почвах, летом и осенью. Широко распространён восточнее Скалистых гор, от Канады до побережья Мексиканского залива; встречается на юго-западе США.

## Сходные виды
Подобно другим ложнодождевикам, отличается от настоящих дождевиков жёстким, кожистым перидием и черноватой глебой, которая долгое время остаётся плотной.

### Сходные родственные виды
Относится к группе ложных дождевиков (группа Scleroderma cepa), отличающихся толстой оболочкой с невыраженно чешуйчатой поверхностью, которая краснеет при повреждениях и в KOH приобретает красноватый оттенок.
- От наиболее распространённого вида ложных дождевиков, ложнодождевика обыкновенного, отличается отсутствием на перидии бородавок или выраженных чешуек.
- От внешне похожего ложнодождевика луковичного отличается спорами, полностью покрытыми сетчатым орнаментом.

## Пищевые качества
Несъедобный гриб. Может вызвать пищевое отравление.